# Писменост у Србији кроз историју
Писменост у Србији кроз историју представља дугу и сложену епоху која траје више од хиљаду година, од првих средњовековних манастирских школа до данашњих модерних образовних система. Историја борбе против неписмености у Србији прошла је кроз различите историјске епохе - од османског периода до стварања модерне државе и савременог доба, чинећи један од најзначајнијих друштвених успеха у модерној историји земље.

## Средњовековни период

### Почеци писмености
Темељи српске писмености постављени су у средњем веку, а њени главни центри били су манастири. Манастир Хиландар, основан 1198. године, имао је улогу првог српског „универзитета", где се неговала књижевност и преписивачка делатност.

### Ресавска школа
Посебно место у историји српске писмености заузима Ресавска школа, која је деловала у првој половини 15. века у оквиру манастира Манасије. Школу је основао деспот Стефан Лазаревић, а у њој су се окупљали учени монаси, писци, преводиоци и преписивачи. Правила и правопис Ресавске школе касније су примењивани и у другим манастирима, а њен утицај се осећао и ван граница тадашње Србије.

## Период османске владавине
Током османског периода, писменост се стицала готово искључиво у оквирима цркве и била је намењена првенствено оспособљавању свештеничког кадра. Ниво писмености међу општим становништвом био је изузетно низак, што је оставило дугорочне последице на образовну структуру српског друштва.

## 19. век – почеци модерног образовања

### Први српски устанак и Доситеј Обрадовић
Са Првим српским устанком почињу и први напори за системско описмењавање народа. Доситеј Обрадовић, као први попечитељ просвештенија (министар просвете), основао је Велику школу у Београду 1808. године, претечу будућег Универзитета, као и Богословију 1810. године. Према подацима које је забележио Вук Караџић, за време устанка у Србији је радило око 40 школа у већини градова и варошица.

### Законодавни развој
Први закон о школама донет је 1833. године по узору на аустријски модел. Закон из 1844. године поставио је обавезно школовање као циљ, док је обавезно основно образовање први пут прописано законом из 1882. године, када је и продужено са четири на шест година.

### Статистички подаци из 19. века
Статистика из 19. века показује драматично стање писмености у Кнежевини Србији:
- Попис из 1866. године забележио је мање од 5% писменог становништва. У селима је тај проценат износио свега 1,5%, док је у варошима био писмен сваки четврти становник.
- На крају 19. века, 1900. године, удео писмених је порастао на нешто више од петине становништва. И даље је постојала огромна разлика између урбаних (55% писмених) и руралних средина (15% писмених).

## Међуратни период (1918–1941)
Србија је ушла у међуратни период са тешким наслеђем рата. Стопа писмености, која је пре рата износила око 40%, након сукоба је пала на само 27% (1919). Током читавог међуратног периода, неписменост је остала један од највећих социјалних проблема, а стопа се кретала око 50%.
Табела показује драстичне разлике у писмености унутар Краљевине Југославије, које су биле последица различитог историјског наслеђа:
| Покрајина | Стопа писмености 1921. (%) | Стопа писмености 1931. (%) |
| --------- | -------------------------- | -------------------------- |
| Словенија | 91,1%                      | 94,5%                      |
| Хрватска  | 62,5%                      | 68,5%                      |
| Србија    | 46,5%                      | 53,1%                      |

## Социјалистички период (1945–1990)
Након Другог светског рата, нове власти су покренуле масовне кампање описмењавања како би се избориле са високом стопом неписмености наслеђеном из претходног периода.
- Попис из 1948. године показује напредак – удео писмених у Србији достигао је 73,2%.
- Ипак, попис из 1953. и даље бележи више од 1.240.000 неписмених, што је чинило готово сваког четвртог становника старијег од десет година.
- До 1981. године постигнут је значајан напредак, а до распада земље 1991. године, удео неписмених у Југославији пао је на мање од 6%.

## Савремени период (1990–данас)

### Пописи у 21. веку
- Попис из 2002. године показао је да је у Србији било 232.925 неписмених особа (3,5% становништва старијег од 10 година).
- До пописа 2011. године, удео неписмених је смањен на 1,96%.[4]

### Најновији подаци – Попис 2022.
Према резултатима Пописа становништва из 2022. године, Србија је достигла историјски најнижи ниво неписмености.
- Забележено је мање од 38.000 неписмених особа старијих од 10 година, што чини 0,63% популације.
- Од укупног броја неписмених, 71% су жене, а више од половине има 65 и више година.[5]
- Највећи удео неписмених забележен је у општинама Бујановац (3,6%), Петровац на Млави (2,7%) и Нова Црња (2,7%).

| Ниво образовања                          | Проценат |
| ---------------------------------------- | -------- |
| Средње образовање                        | 53,08%   |
| Више и високо образовање                 | 22,45%   |
| Основно образовање                       | 17,80%   |
| Без школске спреме или непотпуно основно | 6,28%    |

## Функционална неписменост – савремени изазов
Функционална неписменост представља немогућност разумевања и примене писаних информација у свакодневном животу. Иако је основна писменост на високом нивоу, функционална писменост представља значајан изазов за Србију.

### ПИСА тестирање и резултати
Резултати ПИСА тестирања из 2022. године указују на размере проблема.
Просечни резултати ученика из Србије:
- Читалачка писменост: 440 поена (OECD просек: 476)
- Математичка писменост: 440 поена (OECD просек: 472)
- Научна писменост: 447 поена (OECD просек: 485)

### Поређење ПИСА резултата са земљама у окружењу и западној Европи
| Земља              | Резултат (поени) | Ранг у Европи |
| ------------------ | ---------------- | ------------- |
| Ирска              | 516,0            | 1             |
| Естонија           | 511,0            | 2             |
| Финска             | 490,2            | 4             |
| Данска             | 488,8            | 5             |
| Пољска             | 488,7            | 6             |
| Чешка              | 488,6            | 7             |
| Немачка            | 479,8            | 12            |
| Хрватска           | 475,5            | 16            |
| Словенија          | 468,5            | 22            |
| Србија             | 440,4            | 27            |
| Грчка              | 438,4            | 28            |
| Румунија           | 428,5            | 30            |
| Црна Гора          | 405,0            | 32            |
| Бугарска           | 404,3            | 33            |
| Северна Македонија | 358,5            | 35            |
| Албанија           | 358,4            | 36            |

Резултати показују да Србија заостаје за земљама западне Европе попут Ирске, Естоније, Финске и Немачке, али је у рангу са Грчком и испред Румуније, Црне Горе, Бугарске и Северне Македоније.

## Компјутерска писменост
Према подацима из 2022. године, компјутерска писменост, дефинисана као способност обављања основних задатака на рачунару, такође представља изазов:
- 45,73% становништва старијег од 15 година је компјутерски писмено.
- 24% становништва је компјутерски неписмено, што значи да никада нису користили рачунар.

## Закључак
Развој писмености у Србији показује значајну трансформацију од 19. века, када је мање од 5% становништва било писмено, до 21. века са стопом писмености од преко 99%. Овај напредак је резултат дуготрајних напора, а посебно масовних кампања описмењавања након Другог светског рата. Према подацима са почетка 21. века, иако је основна писменост на изузетно високом нивоу, изазови остају у домену функционалне и компјутерске писмености, где значајан део становништва не достиже основне нивое компетенција.